# Paradise (Trinidad y Tobago)
Paradise es una localidad de Trinidad y Tobago, que forma parte de la ciudad de San Fernando.

## Geografía
La localidad abarca parte de la isla Trinidad y limita al norte con la localidad de San Fernando, al sur con Beoadway y Les Efforts West, al este con Lower Hill Side y al oeste con el golfo de Paria.

## Demografía
Datos demográficos de la localidad de Paradise:
| Gráfica de evolución demográfica de Paradise entre 2000 y 2011 |
|                                                                |